# 长荡镇
长荡镇，是中华人民共和国江苏省盐城市射阳县下辖的一个乡镇级行政单位。

## 行政区划
长荡镇下辖以下地区：
西厦社区、长荡社区、宏才社区、港南社区、中沙村、云安村、甲侯村、三中村、东厦村、中河村、陈林村、三合村、六合村和胜利桥村。